# اورکات (کالیفرنیا)
اورکات (به انگلیسی: Orcutt) یک منطقهٔ مسکونی در ایالات متحده آمریکا است که در شهرستان سانتا باربارا، کالیفرنیا واقع شده‌است. اورکات ۲۸٫۸۲۵ کیلومتر مربع مساحت و ۳۵٬۲۶۲ نفر جمعیت دارد و ۱۰۹ متر بالاتر از سطح دریا واقع شده‌است.